# Acanthiophilus helianthi
Acanthiophilus helianthi är en tvåvingeart som först beskrevs av Rossi 1794.  Acanthiophilus helianthi ingår i släktet Acanthiophilus och familjen borrflugor. Inga underarter finns listade i Catalogue of Life.